# Dick Taylor

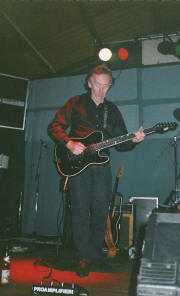
Dick Taylor en 1999

Richard Clifford "Dick" Taylor (Dartford, Kent, 28 de enero de 1943) es un músico inglés, cofundador y primer bajista de The Rolling Stones, y miembro de The Pretty Things.
En 1962, Taylor estaba en el Sidcup Art College y formaba parte de Little Boy Blue and the Blue Boys con sus amigos Mick Jagger y Keith Richards. Ese mismo año llegó a la banda el pianista Ian Stewart y el multinstrumentista Brian Jones (quien ocupó el puesto de guitarra solista que antes tenía Taylor para que este se pasara al bajo). La formación de lo que sería el germen de los Stones la completarían el baterista Tony Chapman y el guitarrista Geoff Bradford, que apenas duraría unas semanas en el grupo.
Este mismo año, Taylor decide abandonar la banda para continuar con sus estudios de arte. Con la salida de Taylor, Brian Jones decide cambiar el nombre a la banda a The Rollin' Stones, lo que más tarde pasaría a ser The Rolling Stones. En diciembre de 1962 llega a su reemplazo el bajista Bill Wyman.
A principios de 1963, Taylor junto a Phil May formaron "The Pretty Things", donde Taylor recuperaría su puesto como guitarrista.
- Datos: Q923999
- Multimedia: Dick Taylor (musician) / Q923999